# Ditrichophora lugubris
Ditrichophora lugubris är en tvåvingeart som beskrevs av Cresson 1940. Ditrichophora lugubris ingår i släktet Ditrichophora och familjen vattenflugor. Inga underarter finns listade i Catalogue of Life.